# ایگلسیاروبیا
ایگلسیاروبیا (به اسپانیایی: Iglesiarrubia) یک شهرستان در اسپانیا است.